# Nákelský rybník
Nákelský rybník o rozloze vodní plochy 0,34 ha se nalézá ve vsi Nákle v okrese Chrudim pod silnicí II. třídy č. 342 vedoucí z obce Svinčany do městečka Heřmanův Městec. Rybník je využíván pro chov ryb a zároveň představuje lokální biocentrum pro rozmnožování obojživelníků. 

## Galerie

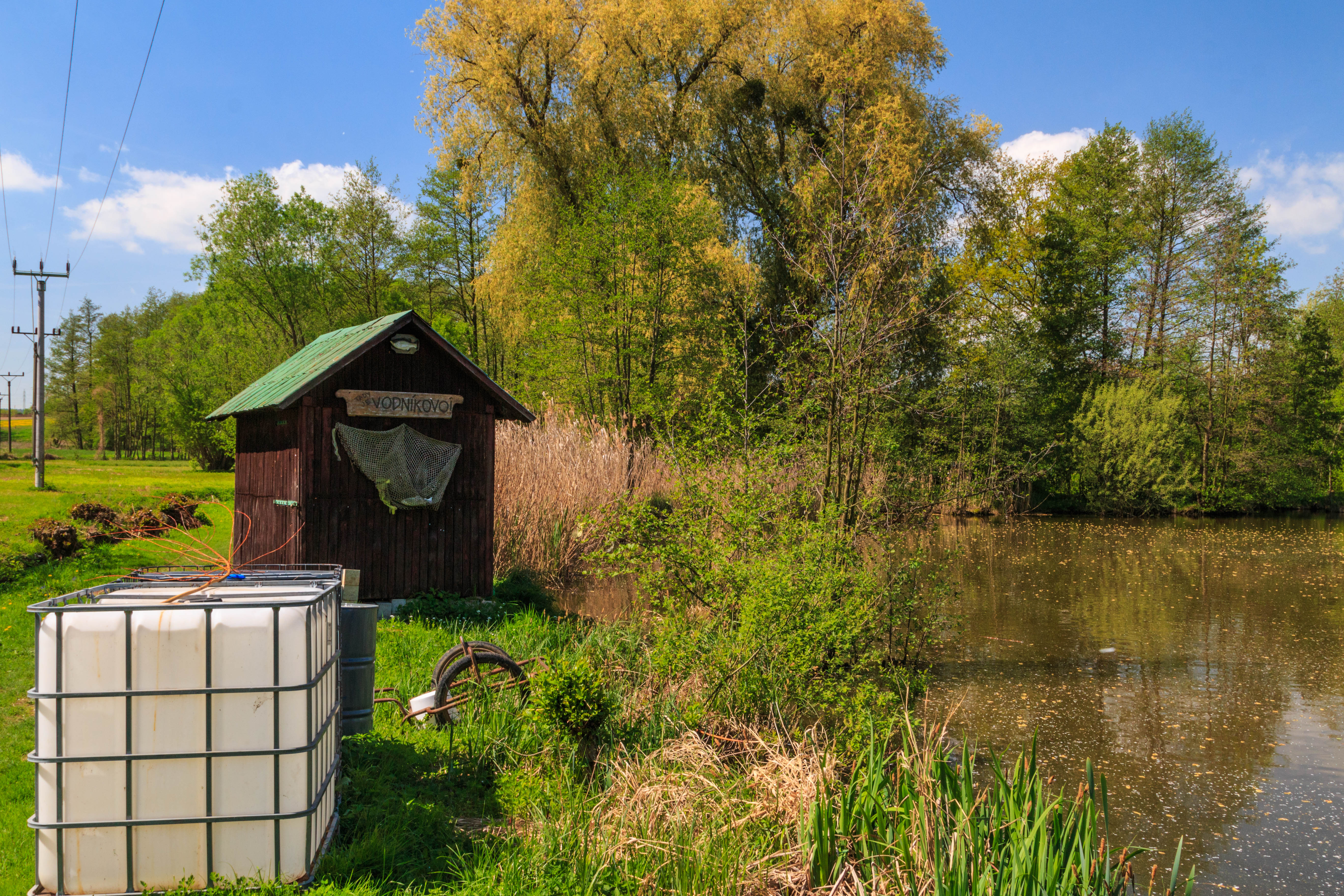
pohled na Nákelský rybník
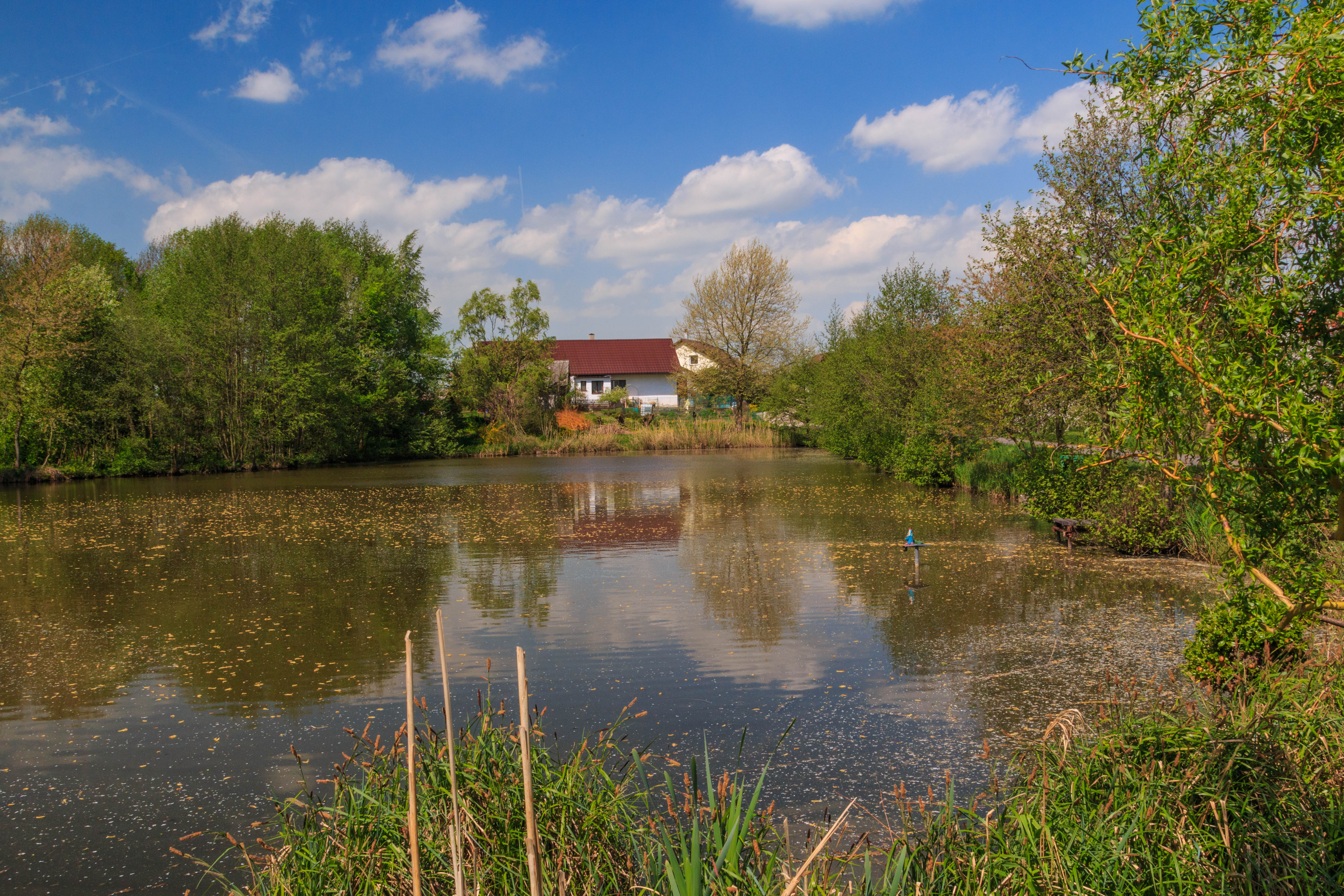
pohled na Nákelský rybník
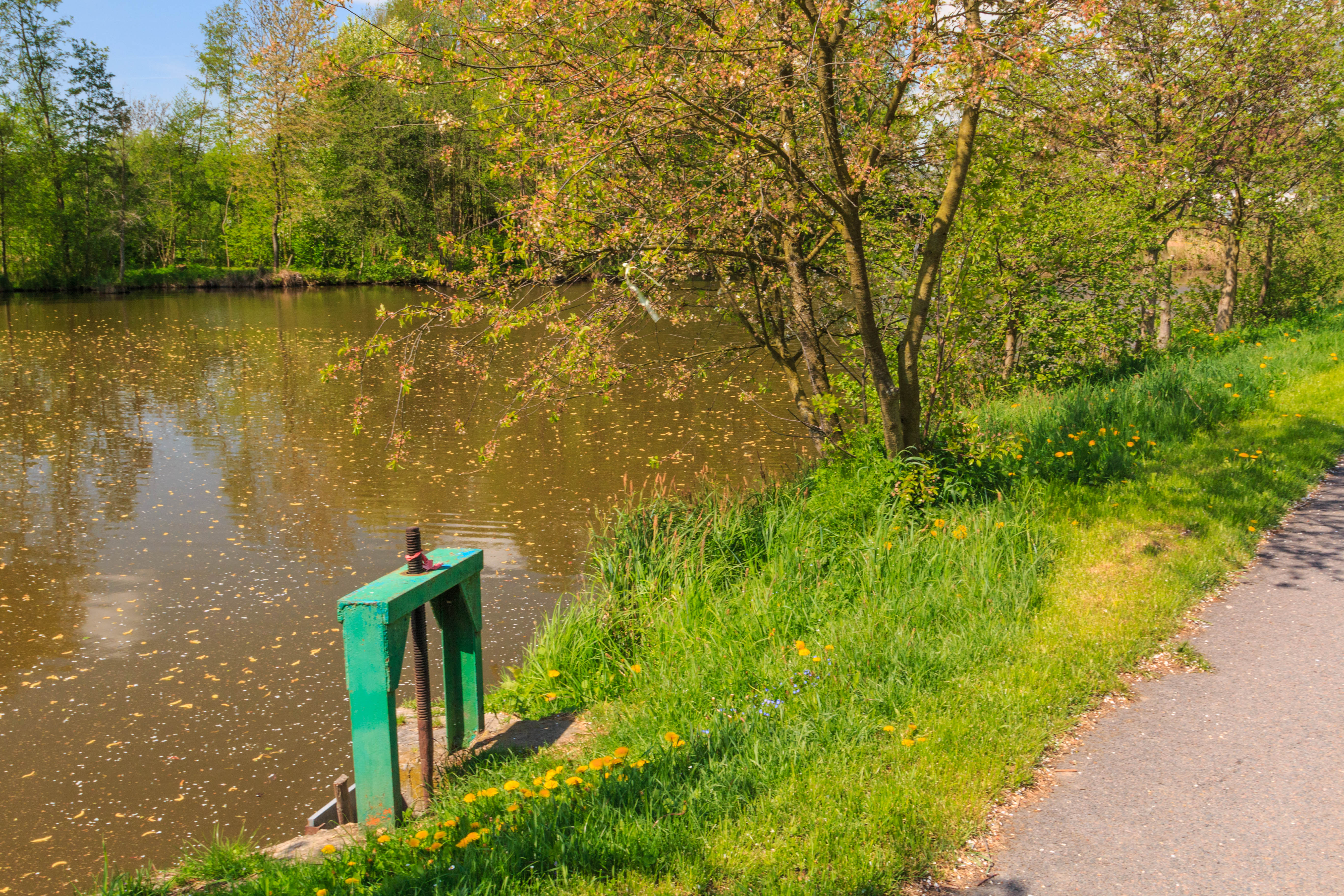
pohled na Nákelský rybník
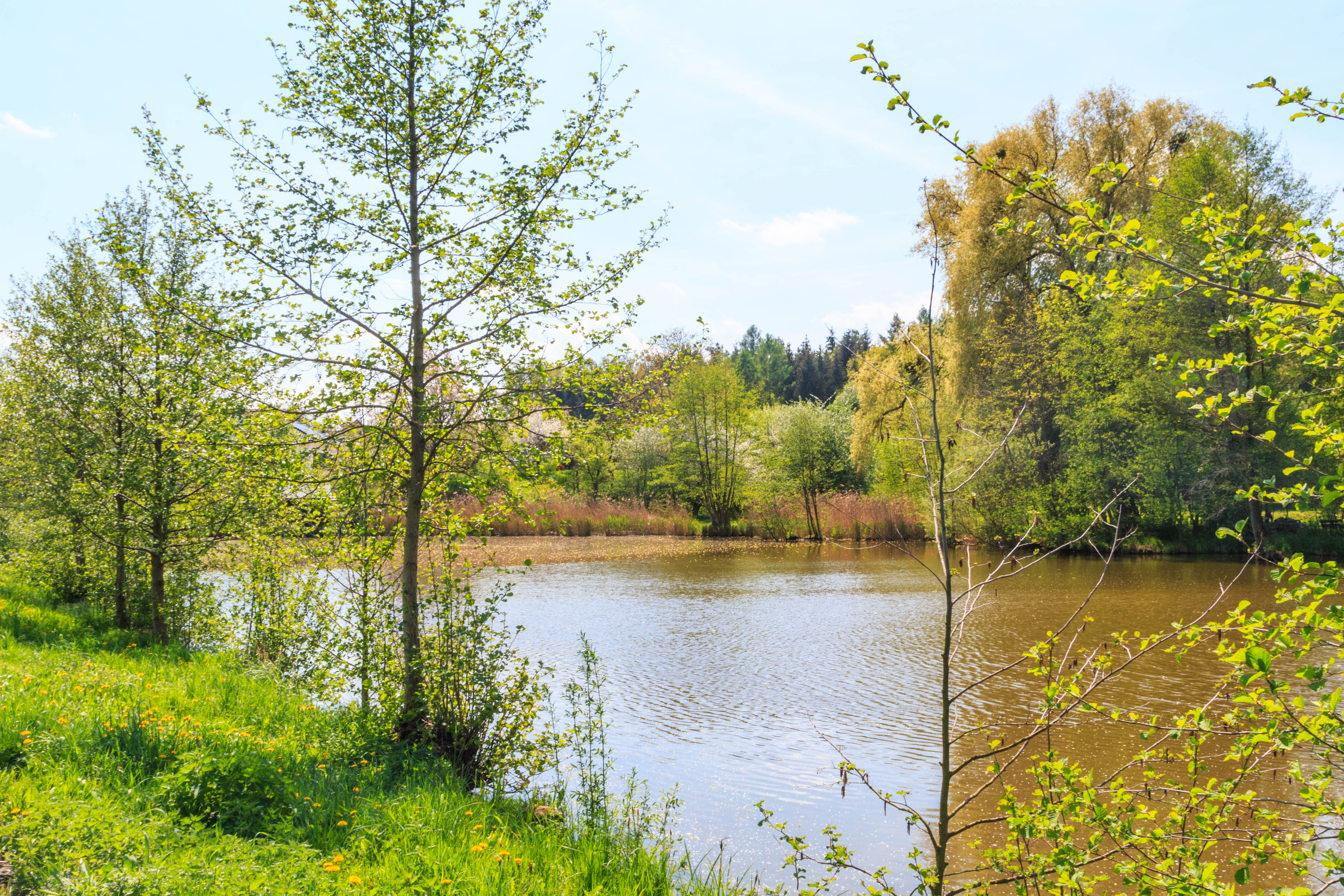
pohled na Nákelský rybník